# Manfred Trojahn
Manfred Trojahn   (Cremlingen, 22 d'octubre de 1949) és un compositor, flautista, director i escriptor alemany.
Manfred Trojahn va néixer a Cremlingen, Baixa Saxònia, i va iniciar els estudis musicals el 1966 en música d'orquestra a l'escola de música de Braunschweig. Després de graduar-se el 1970 va concloure els estudis com a flautista a la Hochschule für Musik und Theatre Hamburg amb Karlheinz Zöller. A partir de 1971 va estudiar composició amb Diether de la Motte. També va estudiar amb György Ligeti, amb Albert Bittner. Des de 1991 és professor de composició al Robert Schumann Hochschule de Düsseldorf. Des del 2004 fins al 2006 va ser president de la Deutscher Komponistenverband (Associació alemanya de compositors); des del 2008 és vicedirector de la secció de música de l'Acadèmia de Belles Arts de Berlín.
Manfred Trojahn està casat amb Dietlind Konold, dissenyadora de vestuari i escenografia. Viu a Düsseldorf i París.
Les seves obres han estat publicades per Bärenreiter i Sikorski. Entre els estudiants de Trojahn en composició hi ha Oscar van Dillen, Matthias Pintscher i Daniel Hensel .

## Publicacions
- Trojahn, Manfred. Schriften zur Musik (en alemany).  Frankfurt am Main und Basel: Stroemfeld Verlag, 2006. ISBN 3-87877-945-3.